# Blendecques
Blendecques é uma comuna francesa na região administrativa de Altos da França, no departamento de Pas-de-Calais. Estende-se por uma área de 9,56 km². Em 2010 a comuna tinha 5 107 habitantes (densidade: 534,2 hab./km²).